# Макаров, Евгений Иванович
Евгений Иванович Макаров (род. 27 октября 1925) — участник Великой Отечественной войны, общественный и хозяйственный деятель Советского Союза и Российской Федерации, почётный гражданин города Нижнего Новгорода (2020).

## Биография
Родился 27 октября 1925 года в Нижегородской губернии.
В январе 1943 года, несмотря на недостаточный рост и вес, был призван в ряды Красной армии. В совершенстве владел немецким языком. Был направлен на обучение в спецшколу радиоспециалистов в городе Горьком. Завершив обучение, был отправлен на Западный фронт. Всю войну воевал радистом в пехотных частях. Участник операций по освобождению Смоленска и Ельни. Летом 1944 года пребывая в составе 2-го Белорусского фронта участвовал в операции «Багратион». В июне 1944 года в ходе тяжёлого боя получил ранение, несмотря на которое продолжал обеспечивать радиосвязью командования с передовой. Был представлен к награждению орденом Славы III степени. Был дважды ранен. Продолжал участвовать в военных операциях и дальше, освобождал Белоруссию, Польшу. Участвовал в боях за Кёнигсберг и Прибалтику. Войну завершил в Берлине. До 1951 года, окончив офицерские курсы, продолжал службу в составе оккупационных войск в Германии.
Уволившись из армии, вернулся в Горький. До выхода на пенсию проработал на оборонном предприятии города. Заслуженный ветеран Нижегородской области.
Принимает участие в общественной жизни города и области.
По решению депутатов городской Думы 23 июня 2020 года ему присвоено звание «Почётный гражданин города Нижний Новгород».

## Награды
За боевые и трудовые успехи удостоен:
- Орден Отечественной войны II степени
- Орден Красной Звезды
- Орден Славы III степени
- Медаль «За взятие Кёнигсберга»
- Медаль «За победу над Германией в Великой Отечественной войне 1941—1945 гг.»
- Медаль «В память 800-летия Нижнего Новгорода» (12 июня 2021)[6]
- Почётный гражданин города Нижнего Новгорода (23 июня 2020)
- другие награды